# Vesna Pusić
Vesna Pusić, née le 25 mars 1953 à Zagreb, est une femme politique croate, membre du Parti populaire croate - Démocrates libéraux qui est en faveur de l'intégration européenne, de l'égalité des sexes et des droits des personnes LGBT. Elle est ministre des Affaires étrangères et européennes de 2011 à 2016 et vice-présidente du gouvernement de 2012 à 2016.

## Biographie

### Famille
Elle est la fille d'Eugen Pusić (1916-2010), professeur à la faculté de droit de Zagreb, spécialisé dans les affaires sociales.

### Études
Elle termine ses études secondaires en 1971 puis obtient un diplôme de sociologie et de philosophie de l'université de Zagreb en 1976. 

### Carrière politique

#### Figure de proue du HNS
Membre du Parti populaire croate - Démocrates libéraux (HNS), dont elle est présidente de 2000 à 2008, elle est élue en 2000 membre du Parlement croate dont elle devient une figure, connue pour ses convictions libérales bien ancrées. Candidate à l'élection présidentielle en décembre 2009, elle se classe à la cinquième place en obtenant 7,25 % des voix au premier tour.
De 2005 à 2008, elle occupe les fonctions de présidente du comité national pour le suivi de l'accession de la Croatie à l'Union européenne. Elle est également présidente du groupe parlementaire du Parti populaire croate et vice-présidente du Parti européen des libéraux, démocrates et réformateurs.

#### Chef de la diplomatie
Après la victoire de la coalition Cocorico aux élections législatives de 2011, elle est nommée ministre des Affaires étrangères dans le gouvernement formé par Zoran Milanović le 23 décembre.
Le 23 mars 2013, elle redevient présidente du HNS, succédant à Radimir Čačić.

#### Dans l'opposition
Lors des élections législatives du 8 novembre 2015, elle retrouve son siège de député et est élu vice-présidente du Parlement le 3 février 2016. Le 16 avril suivant, elle quitte la présidence du HNS, où elle est remplacée par Ivan Vrdoljak.

### Candidate au secrétariat général de l'ONU
Le 14 janvier 2016, la candidature de Vesna Pusić pour l'élection du secrétaire général des Nations unies est annoncée par le gouvernement croate. Le 21 juillet, lors du premier tour, elle n'obtient que deux voix d'encouragement et termine à la dernière place parmi les douze candidats. Elle décide alors de se retirer.